# 高台子站
高台子站是位于内蒙古自治区扎兰屯市高台子街道的一个铁路车站，邮政编码162650。车站建于1949年，有滨洲铁路经过该站，现办理客运货运业务，车站及其上下行区间均未电气化。车站距离哈尔滨站406公里，隶属哈尔滨铁路局，是四等站。